# کسل سقوط می‌کند
کَسِل سقوط می‌کند (به انگلیسی: Castle Falls) یک فیلم اکشن و دلهره‌آور آمریکایی محصول سال ۲۰۲۱ به نویسندگی اندرو کنائر و کارگردانی دولف لاندگرن است. اسکات ادکینز، دولف لاندگرن، جیم چان‌دلر، کیم دلونگی و دیو هالز از بازیگران اصلی این فیلم هستند.

## داستان
یک بیمارستان متروکه بنام «کَسِل» پس از دهه‌ها بی‌توجهی به آن، پر از دینامیت شده و قرار است فرو بپاشد. اما هیچ‌کس نمی‌داند که یک رهبر گنگستر، پیش از به زندان افتادن سه میلیون دلار پول نقد را درون این ساختمان مخفی کرده‌است. حالا سه گروه خود را به آب و آتش می‌زنند تا به این پول دست پیدا کنند و فقط ۹۰ دقیقه برای یافتن آن و بیرون آمدن از ساختمان فرصت دارند.

## بازیگران
- اسکات ادکینز در نقش مایک وِید
- دولف لاندگرن در نقش ریچارد اریکسون
- جیم چان‌دلر در نقش فورمن کیم
- کیم دلونگی در نقش کت
- دیو هالز در نقش وینس
- کوین وین در نقش جیمز
- اسکات هانتر در نقش دیکن گلس
- لوک هاکس در نقش زندانی شماره ۲
- دریک گودمن جونیور در نقش زندانی

## انتشار
این فیلم در ۳ دسامبر ۲۰۲۱ در ایالات متحده اکران محدودی داشت. در ۲۸ دسامبر ۲۰۲۱ به‌صورت بلوری و ویدئو هنگام درخواست در دسترس قرار گرفت.

## بازخورد
این فیلم در سایت راتن تومیتوز دارای امتیاز ۸۳ و نمره ۵.۵ از ۱۰ است.